# Politiskt sakkunnig
Politiskt sakkunnig, vardagligt ibland bara sakkunnig, pol sak, är titel för politiskt tillsatta tjänstemän i Regeringskansliet, antingen vid Statsrådsberedningen eller vid ett departement.
Politiskt sakkunniga i Regeringskansliet arbetar i ett statsråds politiska stab, är knutna till sitt statsråd och ingår i den politiska ledningen på de departement där de är anställda. De arbetar inte i regeringskansliets ordinarie linjeorganisation. De har ofta ansvar för ett visst politiskt sakområde eller en viss funktion. Den politiskt sakkunnige är dock inte med nödvändighet sakpolitisk expert inom området. Vanlig bakgrund är statsvetare, nationalekonom eller jurist. Anställningen och uppdraget är knutet till ett bestämt statsråd.
På olika politiska partiers riksdagskanslier finns - vid sidan av politiska sekreterare m.m. - politiskt sakkunniga som är anställda av partierna med Sveriges riksdag som tjänsteställe och ger stöd till sitt partis riksdagsledamöter. De har ofta ansvar för ett visst utskott i riksdagen.
De politiskt sakkunniga är vanligen värvade från partiorganisationerna och har partibeteckning.